# Тераса полігенетична
Тераса полігенетична (рос. полигенетическая терраса, англ. polygenetic terrace; нім. polygenetische Terrasse f) – 
- 1. Тераса, окремі ділянки якої мають різний генезис (абразія, ерозія, акумуляція та інш.), але належать до одного і того ж циклу ерозії.

- 2. Тераса з поверхнею, нахиленою до осі долини яка складається з багатьох мікротерас. Кожна нижча мікротераса молодша за вищу (Chaput, 1924).